# Uromys siebersi
Uromys siebersi is een knaagdier uit het geslacht Uromys dat voorkomt op Kai Besar in de Kei-eilanden in het zuidoosten van Indonesië, waar hij net als Melomys bannisteri endemisch is. De soort is vernoemd naar Hendrik Cornelis Siebers. Van deze soort zijn twee huiden en een schedel bekend. Hij wordt vaak tot dezelfde soort gerekend als de gewone mozaïekstaartrat (Uromys caudimaculatus), maar is volgens recente onderzoeken een aparte soort. Anders dan U. caudimaculatus heeft hij een zeer korte staart, korte foramina incisiva en een "boogvormige" schedel. Het is echter nog steeds onduidelijk wat zijn precieze status is en waaraan hij verwant is.